# Paolo Straneo
Paolo Pietro Straneo (Alessandria, 20 giugno 1874 – Genova, 24 novembre 1968) è stato un matematico e fisico italiano.

## Biografia
Figlio di Stefano Lodovico, ingegnere, e di Lydia Camossi, studiò al Politecnico Federale di Zurigo (ETH) laureandosi in ingegneria industriale nel 1896; qui, tramite Michele Besso, conobbe e fu amico di Albert Einstein, allora studente dell'ETH. Nel 1897 si laureò anche in fisica all'Università di Zurigo.
Rientrato in Italia, fu assistente di Eugenio Beltrami a Roma. Nel 1898, conseguì la libera docenza in fisica matematica all'Università di Roma. Esercitò quindi privatamente l'attività di ingegnere; nel contempo, dal 1899 al 1901, fu incaricato di elettrochimica al Regio Museo Industriale di Torino, quindi professore incaricato di fisica matematica presso l'Università di Torino dal 1902 al 1904 e, dal 1921 al 1924, di fisica tecnica all'Università di Roma. Lasciata l'attività come libero professionista nel 1924, ritornò all'insegnamento universitario – come incaricato prima e professore straordinario poi – di fisica matematica all'Università di Genova, quindi, dal 1928, come ordinario di tale disciplina presso la stessa università, dove tenne per incarico anche gli insegnamenti di elettrotecnica, fisica teorica, geometria superiore, meccanica superiore, analisi matematica, nonché aeronautica per gli allievi ingegneri. Nel 1949, dopo il pensionamento, fu nominato professore emerito dell'Università di Genova.
Diede notevoli contributi alla fisica matematica, in particolare occupandosi di teoria della relatività, di cui fu uno dei primi sostenitori in Italia, contribuendo, sulla scia dei lavori di Hermann Weyl, alla formulazione (intorno agli anni '30) di una propria teoria unitaria dei campi. Le sue ricerche in tale ambito gli meritarono l'apprezzamento della prestigiosa rivista scientifica Nature.
Collaborò inoltre con varie enciclopedie italiane, tra cui l'Enciclopedia Cattolica e l'Enciclopedia Hoepli delle matematiche elementari, con la stesura degli articoli "Teoria generale delle dimensioni fisiche" e "Materia, irraggiamento e fisica quantistica".
Insignito dell'ordine di Cavaliere della Corona d'Italia nel 1932, fu socio di varie accademie italiane, fra cui l'Accademia Nazionale dei Lincei.

## Opere
Ai circa 80 lavori scientifici ed altri (oltre 40) di natura più divulgativa, si aggiungono le seguenti opere:
- Corso superiore di Elettrochimica, Vol. I: Principi fondamentali dell'elettrochimica, Tip. Salussolia, Torino, 1901.
- Lezioni di Aeronautica, Parte I: Aerodinamica, Regia Scuola di Ingegneria Navale dell'Università di Genova, Genova, 1928-29.
- Elementi di Fisica per le Scuole Medie Superiori, 2 voll., Bemporad, Firenze, 1933-35.
- Lezioni di Analisi Infinitesimale, per allievi ingegneri, Libreria M. Bozzi, Genova, 1943.
- Compendio delle lezioni di fisica teorica, Libreria Internazionale Di Stefano, Genova, 1944.
- Analisi Infinitesimale, Tip. A. Viretto, Torino, 1946.
- Cinquant'anni di relatività. 1905-1955 (con Antonio Aliotta, Giuseppe Armellini, Piero Caldirola, Bruno Finzi, Giovanni Polvani, Francesco Severi e con una prefazione di Albert Einstein), a cura di Mariano Pantaleo, Edizioni Giuntine/G.C. Sansoni Editore, Firenze, 1955.
- Le teorie della fisica nel loro sviluppo storico, ed. Morcelliana, Brescia, 1959.